# Mariam Mamadasvili
Mariam Mamadasvili (grúz:მარიამ მამადაშვილი
) (Tbiliszi, 2005. november 16. –) grúz énekes. Megnyerte a Junior Eurovíziós dalversenyt 2016-ban, ahol ő képviselte Grúziát. 2015-ig az Egyesült Államokban élt.
Mamadasvili már négyéves kora óta énekel. Tanult a Bzikebistudioban, Grúziában, valamint a Evgeni Mikeladze State Central Music Schoolban is.

## Fordítás
Ez a szócikk részben vagy egészben  a   Mariam Mamadashvili című angol Wikipédia-szócikk ezen változatának fordításán alapul.  Az eredeti cikk szerkesztőit annak laptörténete sorolja fel. Ez a jelzés csupán a megfogalmazás eredetét és a szerzői jogokat jelzi, nem szolgál a cikkben szereplő információk forrásmegjelöléseként.